# Goniothalamus takhtajanii
Goniothalamus takhtajanii este o specie de plante din genul Goniothalamus, familia Annonaceae, descrisă de Nguyên Tiên Bân. Conform Catalogue of Life specia Goniothalamus takhtajanii nu are subspecii cunoscute.